# Formas de recesión
Las formas de recesión son utilizadas por los economistas para describir diferentes tipos de recesiones. No existe una teoría académica específica o un sistema de clasificación para las formas de recesión; más bien, la terminología se usa como una abreviatura informal para caracterizar las recesiones y sus recuperaciones.
Los términos más utilizados son recesiones en forma de V, en forma de U, en forma de W y en forma de L. Las formas toman sus nombres de la forma aproximada que los datos económicos hacen en los gráficos durante las recesiones. Las letras también se pueden aplicar en referencia a las recuperaciones (es decir, "recuperación en forma de V").

## Recesión en forma de V

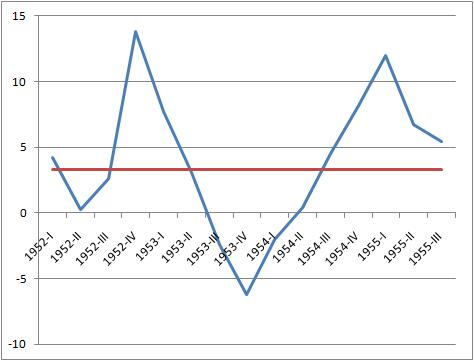
La Recesión de 1953 en los Estados Unidos es una clásica en forma de V.
Porcentaje de Cambio Desde el Período Anterior en el Producto interior Bruto Real (anualizadas; desestacionalizado); el Promedio de crecimiento del PIB 1947-2009
Fuente: Oficina de Análisis Económico

En una recesión en forma de V, la economía sufre un período agudo pero breve de declive económico con una depresión claramente definida, seguida de una fuerte recuperación. Las formas en V son la forma normal de la recesión: "Hay una fuerte relación histórica de "recuperación" entre la fortaleza de la recuperación económica y la gravedad de la recesión anterior. Por lo tanto, las recesiones y sus recuperaciones tienen una tendencia a trazar una forma de "V".
Un claro ejemplo de una recesión en forma de V es la recesión de 1953 en los Estados Unidos. A principios de la década de 1950, la economía en los Estados Unidos estaba en auge, pero debido a que la Reserva Federal esperaba una inflación, elevó las tasas de interés, induciendo a la economía en una recesión. En 1953, el crecimiento comenzó a desacelerarse; en el tercer trimestre, la economía se contrajo un 2,4 por ciento. En el cuarto trimestre, la economía se contrajo un 6,2 por ciento, y en el primer trimestre de 1954 se contrajo un 2 por ciento antes de volver al crecimiento. Para el cuarto trimestre de 1954, la economía estaba creciendo a un ritmo del 8 por ciento, muy por encima de la tendencia. Por lo tanto, el crecimiento del PIB para esta recesión tiene la forma de V. clásica. Más importante aún, el gráfico del PIB en sí tiene una forma de V.

## Recesión en forma de U

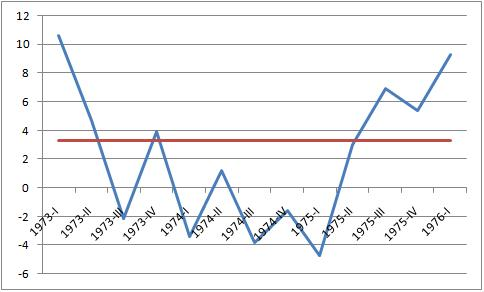
La Recesión de los años 1973-1975 en los Estados Unidos, podría ser considerado una forma de U de la recesión en forma de U.
Porcentaje de Cambio Desde el Período Anterior en el Producto interior Bruto Real (anualizadas; desestacionalizado); el Promedio de crecimiento del PIB 1947-2009
Fuente: Oficina de Análisis Económico

Una recesión en forma de U es más larga que una recesión en forma de V, y tiene un canal menos definido. El PIB puede reducirse durante varios trimestres, y solo poco a poco volver a la tendencia de crecimiento. Simon Johnson, execonomista jefe del Fondo Monetario Internacional, dice que una recesión en forma de U es como una bañera: "Entras. Te quedas. Los lados están resbaladizos. Tal vez haya algo irregular en el fondo, pero no sales de la bañera por mucho tiempo".
La recesión de 1973-75 en los Estados Unidos puede considerarse una recesión en forma de U. A principios de 1973, la economía comenzó a contraerse y siguió disminuyendo o tuvo un crecimiento muy bajo durante casi dos años. Después de permanecer ese tiempo en el fondo, la economía volvió a recuperarse en 1975.

## Recesión en forma de W

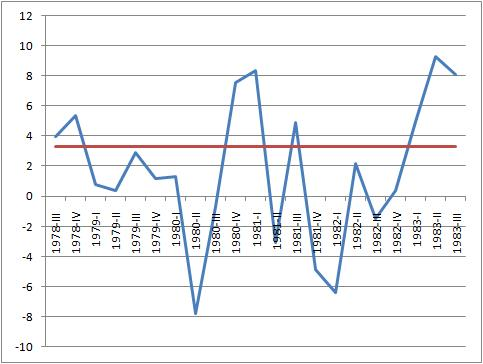
La recesión de principios de los años 1980 en los Estados Unidos a veces se da como un ejemplo de recesión en forma de W.
Porcentaje de Cambio Desde el Período Anterior en el Producto interior Bruto Real (anualizadas; desestacionalizado); el Promedio de crecimiento del PIB 1947-2009
Fuente: Oficina de Análisis Económico de

En una recesión en forma de W, (también conocida como recesión de doble caída), la economía cae en recesión, se recupera con un corto período de crecimiento, luego vuelve a caer en recesión antes de recuperarse finalmente, dando un patrón de "abajo arriba abajo arriba" asemejándose a la letra W.
La recesión de principios de la década de 1980 en los Estados Unidos se cita como un ejemplo de una recesión en forma de W. La Oficina Nacional de Investigación Económica considera que se produjeron dos recesiones a principios de la década de 1980. La economía cayó en recesión desde enero de 1980 hasta julio de 1980, disminuyendo a una tasa anual del 8 por ciento de abril a junio de 1980. La economía entró en un período rápido de crecimiento y en los primeros tres meses de 1981 creció a una tasa anual del 8.4 por ciento. A medida que la Reserva Federal bajo Paul Volcker elevó las tasas de interés para combatir la inflación, la economía volvió a caer en recesión (por lo tanto, la "doble caída") desde julio de 1981 hasta noviembre de 1982. Después la economía entró en un período de crecimiento en su mayoría robusto para el resto de la década.

La crisis de la deuda europea a principios de la década de 2010 es un ejemplo más reciente de una recesión en forma de W. Una combinación de la austeridad contraproducente de los gobiernos inducida por Alemania y Holanda, la disminución de la inversión empresarial, el aumento de las tasas de interés, la debilidad económica mundial, los altos precios de la energía y el gasto del consumidor débil después de la Gran Recesión de 2008-2009 hicieron que muchos países de la zona del euro entraran en una segunda recesión entre 2011 y 2013. Los países afectados incluyeron Italia, España, Portugal, Francia, Irlanda, Alemania, Chipre y Portugal. Grecia, mientras formaba parte de la zona euro, experimentó una contracción económica continua desde 2007 hasta 2015, y por lo tanto no se ajusta a la definición de una recesión en forma de W, sino más bien a una recesión en forma de L. El Reino Unido no es miembro de la zona euro, pero es miembro de la Unión Europea y sufrió una pequeña recesión en forma de W cuando el PIB se contrajo en el cuarto trimestre de 2011 y el primer trimestre de 2012.

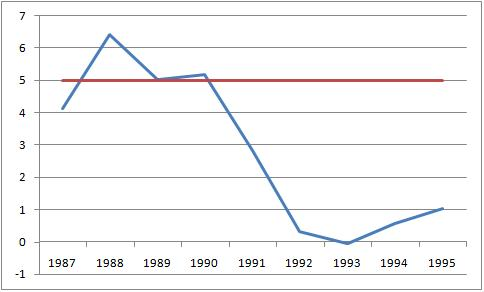
El Burbuja del precio de los activos en Japón llevó a una Década Perdida en Japón; este período se ha caracterizado como una depresión en forma de L.
Porcentaje de Cambio Desde el Año Anterior en el Producto interior Bruto Real;
Crecimiento promedio del PIB 1950-2000
Fuente: Penn World Tables

## Recesión en forma de L
Una recesión o depresión en forma de L ocurre cuando una economía tiene una recesión severa y no regresa a la tendencia de crecimiento durante muchos años, si es que alguna vez lo hace. La caída o decrecimiento pronunciado, seguido de una línea plana hace que la forma de una L. Es la más grave de las diferentes formas de recesión. Los términos alternativos para largos períodos de bajo rendimiento incluyen "depresión" y década perdida.
Un ejemplo clásico de una recesión en forma de L ocurrió en Japón después del estallido de la burbuja de los precios de los activos japoneses en 1990. Desde el final de la Segunda Guerra Mundial a lo largo de la década de 1980, la economía de Japón creció con fuerza. A fines de la década de 1980, se desarrolló una enorme burbuja de precios de activos en Japón. Después de la explosión de la burbuja, la economía sufrió una deflación y experimentó años de lento crecimiento. Nunca volvió el crecimiento más alto que Japón experimentó desde 1950 a 1990. 
Después de la recesión de fines de la década de 2000 en los Estados Unidos después de una burbuja económica similar (la burbuja de la vivienda de los Estados Unidos), algunos economistas temían que la economía de los Estados Unidos pudiera entrar en un período prolongado de bajo crecimiento incluso después de recuperarse de la recesión. Para el 2013, sin embargo, el crecimiento del PIB de EE. UU. se recuperó, aliviando los temores de estancamiento.
La recesión griega de 2007-2016 podría considerarse un ejemplo de una recesión en forma de L, ya que el crecimiento del PIB griego en 2017 fue de apenas el 1,6%. Grecia sufrió técnicamente a través de cuatro períodos separados, pero compuestos, de contracciones durante un período de 9 años, debido a la exigencia de sus acreedores, bàsicamente bancos alemanes, de la prioridad del retorno de sus préstamos.

## Otras formas
Dado que los términos son informales, los comentaristas se esparcirán en otras descripciones. El bloguero financiero Mike Shedlock describe una recesión en forma de WW con el país "entrando y saliendo de la recesión por un período prolongado de tiempo, quizás de 3 a 4 años o más". El financiero George Soros dijo que la recesión actual puede ser una "signo de raíz cuadrada invertida" en forma de recesión. Soros le explicó a Reuters que esto significaba: "Tocaste fondo y automáticamente rebotaste un poco, pero luego no saliste de él en una recuperación en forma de V ni nada por el estilo. Te calmas, desciendes". Durante la recesión de 2001, un comerciante llamado Thierry Martin que escribió para TheStreet.com de Jim Cramer propuso una recuperación en forma de J, que dice que era "estrictamente para los optimistas" y podría ser causada por "una nueva categoría de productos de alta tecnología, o incluso una serie de informes de ganancias que mejoran, que podrían enviarnos a la cima sin mirar hacia atrás". Hay que tener en cuenta que la recuperación económica en forma de J no está relacionada con el fenómeno de la curva J.